# Metztitlán (municipi)
Metztitlán és un dels vuitanta-quatre municipis de l'estat d'Hidalgo. Metztitlán és el cap de municipi i principal centre de població d'aquesta municipalitat. Aquest municipi és a la part occidental de l'estat d'Hidalgo. Limita al nord amb el municipi de Mezquititlán, al sud amb Atotonilco El Grande, l'oest amb El Cardonal i a l'est amb Mezquititlán.